# Donja Lohinja
Donja Lohinja je naseljeno mjesto u sastavu općine Gračanica, Federacija Bosne i Hercegovine, BiH.
Danas Donja Lohinja broji 1.260 stanovnika,na površini od 8.571 km2  i naseljena s obje strane  magistralnog  puta Tuzla-Doboj,u dolini rijeke Spreče.Od Gračanice prema Tuzli,druga je mjesna zajednica udaljena 7 km.
Sastoji se od dijelova Mjesne zajednice; Šestani, Bajrići, Mehanovići, Ahmetaši, Smajilbašići, Durać i Novo naselje. Plodno zemljište, u dolini rijeke Spreče i Lohinjske rječice, koja teče iz pravca Gornje Lohinje i ulijeva se u rijeku Spreču, nekada je bio jedan od glavnih izvora prihoda lokalnog stanoviništva. Danas je plodno zemljište velikim dijelom prekriveno tvornicama za preradu drveta, tekstilnih, građevinskih i firmi za proizvodnju elemenata od metala i plastike. Dobar položaj pored magistralnog puta omogućio je brzu gradnju i olakšano poslovanje tih firmi, ali omogućio i otvaranje nekoliko firmi koje se bave uslužnim djelatnostima i to prodaja rezervnih dijelova za automobile, auto praonice, auto električarskog, auto mehaničarskog i lakirerskog servisa, koje zapošljavaju veći broj lokalnog stanovništva. Postoji nekoliko trgovina,restorana i kafića koji su mjesta za odmor prije svih prolaznicima ali i lokalnom stanovništvu. Rasadnik voća, proizvodnja piletine i ribe u nekoliko manjih ribnjaka, zatim proizvodnja mlijeka i mesa takođe je razvijena i ogleda se kroz rad nekoliko farmi goveda, ali i radom stanice za otkup mlijeka. Mjesna zajednica Donja Lohinja ima Osnovnu školu, Dom kulture, Džamiju sa mezarjem, vakufskom kućom i gasulhanom i dva šehidska obilježja.

## Povijest
Donja Lohinja postoji još od srednjeg vijeka.
U prvim osmanskim pisanim tefterima iz 1528,1533 i 1548 godine spominje se Donja Lohinja.
Ovaj srednjovjekovni naziv, a možda i raniji, ostao je sačuvan kao naziv  "Lohinja", neodoljivo podsjeca na kelsku riječ "Loh¨", koja se se javlja u Irskom, škotsko-galskom i starobretonskom jeziku, a sama riječ dolazi od Protoindo-europskog korijena "Lokus" u značenju: bara, jezero, jezerce. Poznato je da je šire područje Donje Lohinje iznimno bogato vodom, s više izvora i potoka, koji formiraju Lohinjsku i Tunjevačku rijeku. Značajni izvori i vode su su Zmajevac, Jezero, Glibine, Bjelivoda, Ključ, Oborak, Grebić, Bukvik, Lisičine, Smajlovac, Mionići, Breščić, Tunjevac.
Naziv Lohinja  ako ga povežemo sa pomenutim  Indeuropskim korijenom zaključićemo da je to kraj bogat vodom i da je po tome i dobila ime,
Taj toponim i taj naziv se javlja Kelskim korijenom i u Kelskom obliku s korijenom riječi "Loh". To je smjelija Hipoteza, ali nije isključeno da je ovaj toponim, upravo  ostatak kelskog utjecaja na ovim prostorima, još iz vremena masovne kelske migracije u 4 stoljeću prije naše ere. Jer se zna da je prisustvo Latinsko-Kelske kulture ustanovljeno na većem broju arheoloških nalazišta u sjevero -istočnoj Bosni uključujući neka na prostoru Gračaničkog kraja.

## Stanovništvo
| Donja Lohinja      |              |              |              |
| godina popisa      | 1991.        | 1981.        | 1971.        |
| Muslimani          | 810 (74,24%) | 708 (71,65%) | 668 (73,48%) |
| Srbi               | 213 (19,52%) | 227 (22,97%) | 218 (23,98%) |
| Hrvati             | 0            | 1 (0,10%)    | 1 (0,11%)    |
| Jugoslaveni        | 13 (1,19%)   | 48 (4,85%)   | 2 (0,22%)    |
| ostali i nepoznato | 55 (5,04%)   | 4 (0,40%)    | 20 (2,20%)   |
| ukupno             | 1.091        | 988          | 909          |